# Portugal nos Jogos Olímpicos de Verão de 2016
Portugal participou nos Jogos Olímpicos de Verão de 2016, no Rio de Janeiro, Brasil, de 5 até 21 de agosto. Os atletas portugueses competiram em todos os Jogos Olímpicos de Verão desde a estreia olímpica de Portugal nos Jogos Olímpicos de Verão de 1912. O Comité Olímpico de Portugal foi representado por 92 atletas, contando com 62 homens e 30 mulheres a competir em 16 modalidades. Esta foi a segunda maior delegação portuguesa nos Jogos até à data a seguir à delegação dos Jogos Olímpicos de Verão de 1996 em Atlanta, Estados Unidos com cerca de 107 atletas. Na comitiva olímpica, não constou Gustavo Simões, por lesão.

## Modalidades
Número de atletas portugueses por modalidade:
| Modalidade | Modalidade    | Homens | Mulheres | Total |
| ---------- | ------------- | ------ | -------- | ----- |
| 1          | Atletismo     | 8      | 16       | 24    |
| 2          | Badminton     | 1      | 1        | 2     |
| 3          | Canoagem      | 6      | 2        | 8     |
| 4          | Ciclismo      | 6      | 0        | 6     |
| 5          | Futebol       | 18     | 0        | 18    |
| 6          | Ginástica     | 1      | 2        | 3     |
| 7          | Golfe         | 2      | 0        | 2     |
| 8          | Hipismo       | 0      | 1        | 1     |
| 9          | Judo          | 4      | 2        | 6     |
| 10         | Natação       | 2      | 3        | 5     |
| 11         | Taekwondo     | 1      | 0        | 1     |
| 12         | Ténis         | 2      | 0        | 2     |
| 13         | Ténis de mesa | 3      | 2        | 5     |
| 14         | Tiro          | 1      | 0        | 1     |
| 15         | Triatlo       | 3      | 0        | 3     |
| 16         | Vela          | 4      | 1        | 5     |
| Total      | Total         | 62     | 30       | 92    |

## Conquistas
| Portugal obteve no total 1 medalha, sendo esta de Bronze. \| Medalha \| Medalha \| Atleta \| Modalidade \| Prova \| Data \| \| ------- \| ------- \| -------------- \| ---------- \| --------------- \| ------------------- \| \| 1 \| Bronze \| Telma Monteiro \| Judo \| Mulheres -57 kg \| 8 de agosto de 2016 \| |         |                |            |                 |                     |
| Medalha | Medalha | Atleta         | Modalidade | Prova           | Data                |
| 1 | Bronze  | Telma Monteiro | Judo       | Mulheres -57 kg | 8 de agosto de 2016 |

| Portugal obteve no total 10 diplomas olímpicos. \| Atleta \| Atleta \| Modalidade \| Prova \| Data \| \| ------ \| ----------------------------------------------------------------- \| ------------- \| ---------------------- \| -------------------- \| \| 1 \| Emanuel Silva • João Ribeiro \| Canoagem \| K-2 1000m \| 17 de agosto de 2016 \| \| 2 \| João Pereira \| Triatlo \| Masculino \| 18 de agosto de 2016 \| \| 3 \| Fernando Pimenta \| Canoagem \| K-1 1000m \| 16 de agosto de 2016 \| \| 4 \| Marcos Freitas \| Ténis de mesa \| Individual masculino \| 9 de agosto de 2016 \| \| 5 \| Seleção Olímpica de Futebol \| Futebol \| Torneio masculino \| 13 de agosto de 2016 \| \| 6 \| Ana Cabecinha \| Atletismo \| 20 km marcha \| 19 de agosto de 2016 \| \| 7 \| Patrícia Mamona \| Atletismo \| Triplo salto feminino \| 14 de agosto de 2016 \| \| 8 \| Nelson Évora \| Atletismo \| Triplo salto masculino \| 16 de agosto de 2016 \| \| 9 \| David Fernandes • Fernando Pimenta • João Ribeiro • Emanuel Silva \| Canoagem \| K-4 1000m \| 20 de agosto de 2016 \| \| 10 \| Nelson Oliveira \| Ciclismo \| Contrarrelógio \| 6 de agosto de 2016 \| |                                                                   |               |                        |                      |
| Atleta | Atleta                                                            | Modalidade    | Prova                  | Data                 |
| 1 | Emanuel Silva • João Ribeiro                                      | Canoagem      | K-2 1000m              | 17 de agosto de 2016 |
| 2 | João Pereira                                                      | Triatlo       | Masculino              | 18 de agosto de 2016 |
| 3 | Fernando Pimenta                                                  | Canoagem      | K-1 1000m              | 16 de agosto de 2016 |
| 4 | Marcos Freitas                                                    | Ténis de mesa | Individual masculino   | 9 de agosto de 2016  |
| 5 | Seleção Olímpica de Futebol                                       | Futebol       | Torneio masculino      | 13 de agosto de 2016 |
| 6 | Ana Cabecinha                                                     | Atletismo     | 20 km marcha           | 19 de agosto de 2016 |
| 7 | Patrícia Mamona                                                   | Atletismo     | Triplo salto feminino  | 14 de agosto de 2016 |
| 8 | Nelson Évora                                                      | Atletismo     | Triplo salto masculino | 16 de agosto de 2016 |
| 9 | David Fernandes • Fernando Pimenta • João Ribeiro • Emanuel Silva | Canoagem      | K-4 1000m              | 20 de agosto de 2016 |
| 10 | Nelson Oliveira                                                   | Ciclismo      | Contrarrelógio         | 6 de agosto de 2016  |

| Atleta          | Modalidade | Prova                        | Data                 |
| --------------- | ---------- | ---------------------------- | -------------------- |
| Alexis Santos   | Natação    | 400 m individuais masculinos | 10 de agosto de 2016 |
| Ana Cabecinha   | Atletismo  | 20 km marcha feminino        | 19 de agosto de 2016 |
| Patrícia Mamona | Atletismo  | Triplo salto feminino        | 14 de agosto de 2016 |

| Atleta       | Modalidade | Prova                  | Data                 |
| ------------ | ---------- | ---------------------- | -------------------- |
| Nelson Évora | Atletismo  | Triplo salto masculino | 16 de agosto de 2016 |

## Cerimónias

### Cerimónia de Abertura
A delegação portuguesa desfilou na Cerimónia de Abertura dos Jogos Olímpicos de Verão de 2016 no Rio de Janeiro com 34 atletas, entre os quais o velejador João Rodrigues, que, na sétima participação, foi o porta-bandeira.

Entre os atletas, no Estádio do Maracanã, esteve o ex-futebolista Pauleta, segundo melhor marcador da história de seleção 'AA', em representação da equipa de futebol.

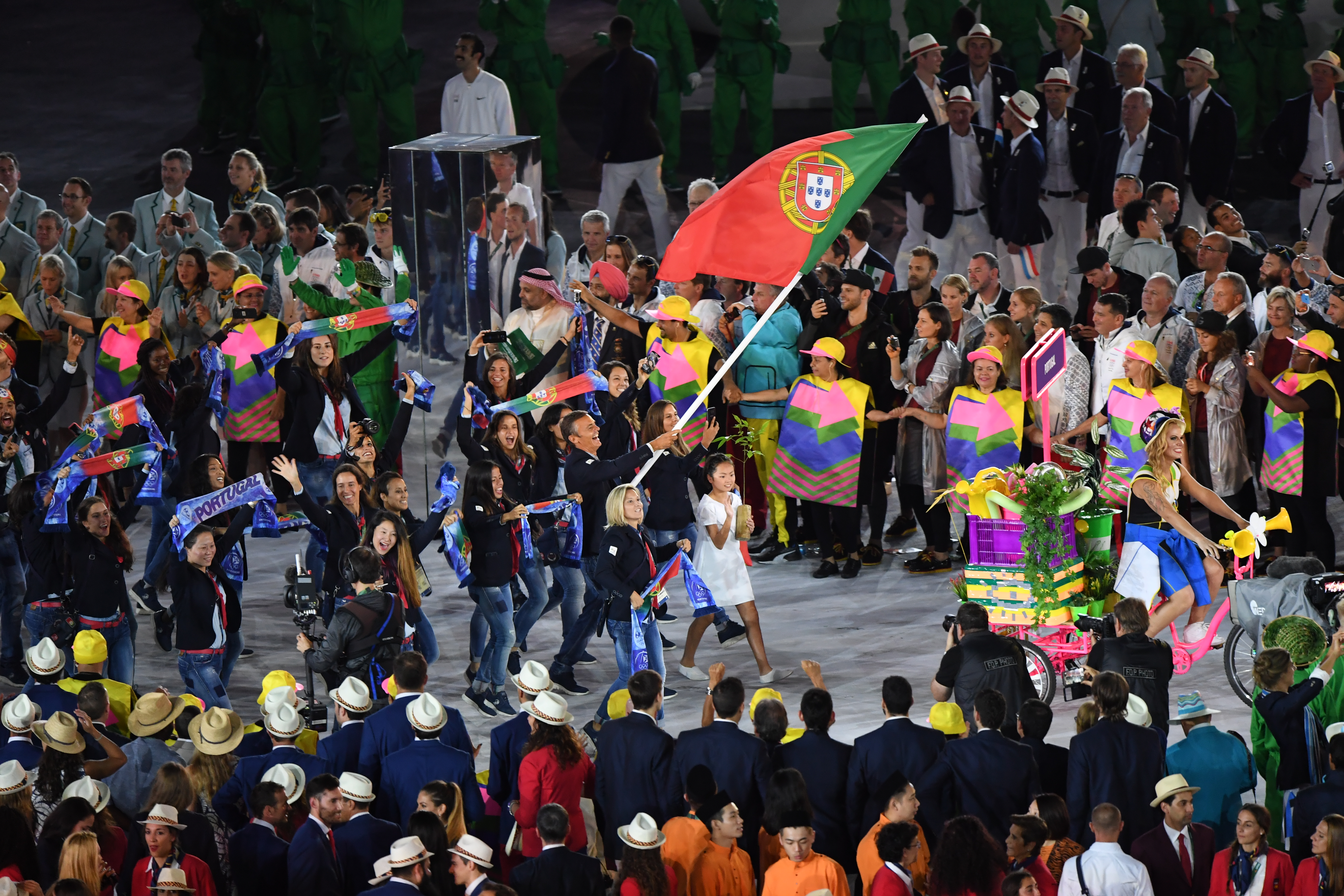
Delegação portuguesa na cerimónia de abertura dos jogos.

Entre os atletas presentes, o maior contingente é o do atletismo, com 11 atletas, incluindo o único campeão olímpico entre os 92 representantes lusos no Rio 2016, Nélson Évora, medalha de ouro no triplo salto nos Jogos Olímpicos de Verão de 2008 em Pequim. Por seu lado, o judo teve os seus seis representantes (Joana Ramos, Telma Monteiro, Sergiu Oleinic, Nuno Saraiva, Célio Dias e Jorge Fonseca), contra cinco da Vela (João Rodrigues, Gustavo Lima, Jorge Lima, José Costa e Sara Carmo).

### Cerimónia de Encerramento
Na cerimónia de encerramento realizada no Estádio do Maracanã, estiveram presentes os 34 atletas que participaram na cerimónia de abertura, tendo como porta-bandeira, a judoca e medalhada de bronze na prova de menos 57 kg feminino na modalidade de Judo, Telma Monteiro.

## Atletismo
Os atletas portugueses alcançaram os resultados para participação em várias provas (máximo de três atletas por prova).
A 31 de maio de 2016, a Federação Portuguesa de Atletismo, nomeou o primeiro grupo de atletas, para provas de estrada, nomeadamente para a maratona e para a marcha, com destaque para João Vieira, a competir na sua quarta Olimpíada.
O grupo final de 25 atletas, 9 homens e 16 mulheres, foi oficialmente anunciado a 12 de julho de 2016.
Oito dias depois, a Federação Portuguesa de Atletismo anunciou que Yazaldes Nascimento iria falhar a sua participação nos 100 m masculinos, devido a uma lesão que já o tinha afastado da delegação para o Campeonato da Europa de Atletismo de 2016.

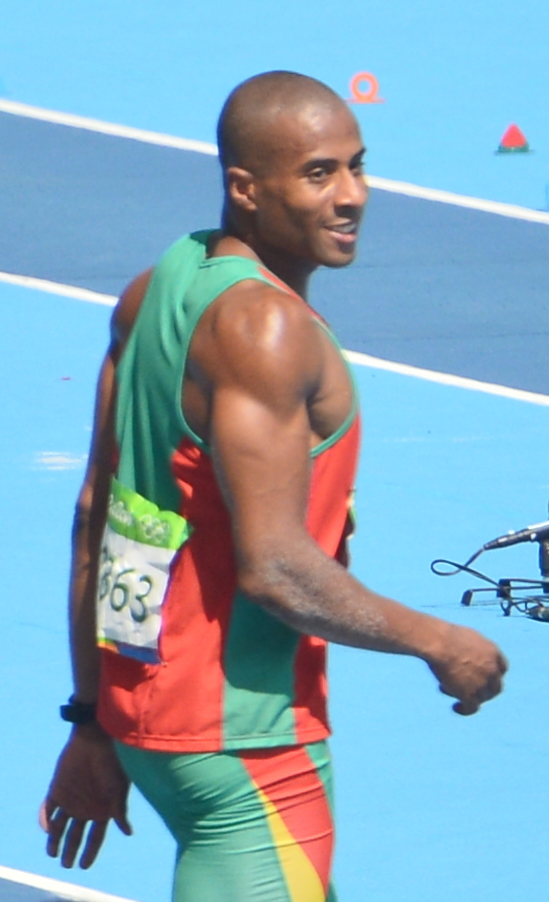
Nelson Évora na prova do triplo salto masculino.

| Atleta          | Prova        | Final   | Final      |
| Atleta          | Prova        | Tempo   | Posição    |
| --------------- | ------------ | ------- | ---------- |
| Sérgio Vieira   | 20 km marcha | 1:27.39 | 53° lugar  |
| João Vieira     | 20 km marcha | 1:23.03 | 31° lugar  |
| João Vieira     | 50 km marcha | DNF     | DNF        |
| Pedro Isidro    | 50 km marcha | 4:03.42 | 32° lugar  |
| Miguel Carvalho | 50 km marcha | 4:08.16 | 36° lugar  |
| Ricardo Ribas   | Maratona     | 2:38.29 | 134° lugar |
| Rui Pedro Silva | Maratona     | 2:30.52 | 123° lugar |

| Atleta          | Prova              | Eliminatórias | Eliminatórias | Final             | Final             |
| Atleta          | Prova              | Performance   | Posição       | Performance       | Posição           |
| --------------- | ------------------ | ------------- | ------------- | ----------------- | ----------------- |
| Tsanko Arnaudov | Lançamento de peso | 18.88         | 29º lugar     | Não se qualificou | Não se qualificou |
| Nelson Évora    | Triplo salto       | 16.99         | 4° lugar Q    | 17.03             | 6° lugar          |

| Atleta             | Prova                    | Eliminatórias | Eliminatórias | Quartos de final | Quartos de final | Meias-Finais      | Meias-Finais      | Final             | Final             |
| Atleta             | Prova                    | Tempo         | Posição       | Tempo            | Posição          | Tempo             | Posição           | Tempo             | Posição           |
| ------------------ | ------------------------ | ------------- | ------------- | ---------------- | ---------------- | ----------------- | ----------------- | ----------------- | ----------------- |
| Lorène Bazolo      | 100 metros               |               |               | 11.43            | 4° lugar         | Não se qualificou | Não se qualificou | Não se qualificou | Não se qualificou |
| Lorène Bazolo      | 200 metros               | 23.01         | 4° lugar      |                  |                  | Não se qualificou | Não se qualificou | Não se qualificou | Não se qualificou |
| Cátia Azevedo      | 400 metros               | 52.38         | 4° lugar      |                  |                  | Não se qualificou | Não se qualificou | Não se qualificou | Não se qualificou |
| Vera Barbosa       | 400 metros com barreiras | 57.73         | 32° lugar     |                  |                  | Não se qualificou | Não se qualificou | Não se qualificou | Não se qualificou |
| Marta Pen Freitas  | 1500 metros              | 4.18.52       | 12° lugar     |                  |                  | Não se qualificou | Não se qualificou | Não se qualificou | Não se qualificou |
| Carla Salomé Rocha | 10.000 metros            |               |               |                  |                  |                   |                   | 32:06.05          | 26° lugar         |
| Ana Cabecinha      | 20 km marcha             |               |               |                  |                  |                   |                   | 1:29.23           | 6° lugar          |
| Daniela Cardoso    | 20 km marcha             |               |               |                  |                  |                   |                   | 1:36.13           | 37° lugar         |
| Inês Henriques     | 20 km marcha             |               |               |                  |                  |                   |                   | 1:31.28           | 12° lugar         |
| Dulce Félix        | Maratona                 |               |               |                  |                  |                   |                   | 2:30.39           | 16° lugar         |
| Sara Moreira       | Maratona                 |               |               |                  |                  |                   |                   | DNF               | DNF               |
| Jéssica Augusto    | Maratona                 |               |               |                  |                  |                   |                   | DNF               | DNF               |

| Atleta                | Prova               | Eliminatórias | Eliminatórias | Final             | Final             |
| Atleta                | Prova               | Performance   | Posição       | Performance       | Posição           |
| --------------------- | ------------------- | ------------- | ------------- | ----------------- | ----------------- |
| Susana Costa          | Triplo salto        | 14.12         | 5° lugar Q    | 14.12             | 9° lugar          |
| Patrícia Mamona       | Triplo salto        | 14.18         | 5° lugar Q    | 14.65             | 6° lugar          |
| Marta Onofre          | Salto à vara        | 4.30          |               | Não se qualificou | Não se qualificou |
| Maria Eleonor Tavares | Salto à vara        | 4.15          |               | Não se qualificou | Não se qualificou |
| Irina Rodrigues       | Lançamento do disco | DNS           | DNS           | DNS               | DNS               |

## Badminton
| Atleta        | Prova             | Fase de grupos       | Fase de grupos       | Fase de grupos       | Fase de grupos | Oitavos de final     | Quartos de final     | Meias-Finais         | Final                | Final             |
| Atleta        | Prova             | Adversário Resultado | Adversário Resultado | Adversário Resultado | Posição        | Adversário Resultado | Adversário Resultado | Adversário Resultado | Adversário Resultado | Posição           |
| ------------- | ----------------- | -------------------- | -------------------- | -------------------- | -------------- | -------------------- | -------------------- | -------------------- | -------------------- | ----------------- |
| Pedro Martins | Simples Masculino | Giuffre D 2 - 1      | Ng D 2 - 0           |                      | 3° lugar Gr. M | Não se qualificou    | Não se qualificou    | Não se qualificou    | Não se qualificou    | Não se qualificou |
| Telma Santos  | Simples Feminino  | Li D 2 - 0           | Wang D 2 - 1         | Tan D 2 - 0          | 4° lugar Gr. E | Não se qualificou    | Não se qualificou    | Não se qualificou    | Não se qualificou    | Não se qualificou |

## Canoagem
Portugal qualificou um barco no Slalom C-1 masculino para os Jogos, a Federação Internacional de Canoagem aceitou o pedido do país para reivindicar uma vaga de reposição liberada pela Grã-Bretanha. A vaga foi atribuída a José Carvalho, que terminou entre os 20 melhores canoístas no Campeonato Mundial de 2015.

### Slalom
| Atleta        | Prova        | Eliminatórias | Eliminatórias | Eliminatórias | Eliminatórias | Eliminatórias | Eliminatórias | Meias-Finais | Meias-Finais | Final   | Final    | Final   | Final   | Posição Geral |
| Atleta        | Prova        | Eliminatórias | Eliminatórias | Eliminatórias | Eliminatórias | Eliminatórias | Eliminatórias | Meias-Finais | Meias-Finais | Final A | Final A  | Final B | Final B | Posição Geral |
| Atleta        | Prova        | Corrida 1     | Corrida 1     | Corrida 2     | Corrida 2     | Total         | Posição       | Meias-Finais | Meias-Finais | Final A | Final A  | Final B | Final B | Posição Geral |
| Atleta        | Prova        | Tempo         | Posição       | Tempo         | Posição       | Total         | Posição       | Tempo        | Posição      | Tempo   | Posição  | Tempo   | Posição | Posição Geral |
| ------------- | ------------ | ------------- | ------------- | ------------- | ------------- | ------------- | ------------- | ------------ | ------------ | ------- | -------- | ------- | ------- | ------------- |
| José Carvalho | C1 Masculino | 111.01        | 17° lugar     | 99.18         | 8° lugar      | 99.18         | 11° lugar Q   | 101.04       | 9° lugar Q   | 105.74  | 9° lugar |         |         | 9° lugar      |

### Velocidade
Os canoístas portugueses foram inicialmente qualificados com quatro barcos para os Jogos nos Campeonatos Mundiais de Canoagem de Velocidade IFC 2015. Enquanto isso, um barco adicional foi concedido K-1 200 m feminino em virtude de uma de duas ter acabado no top nacional da Qualificação Europeia de 2016 em Duisburg, Alemanha.
| Atleta                                                      | Prova      | Eliminatórias | Eliminatórias | Meias-Finais | Meias-Finais | Final    | Final    | Final   | Final    | Posição Geral |
| Atleta                                                      | Prova      | Eliminatórias | Eliminatórias | Meias-Finais | Meias-Finais | Final A  | Final A  | Final B | Final B  | Posição Geral |
| Atleta                                                      | Prova      | Tempo         | Posição       | Tempo        | Posição      | Tempo    | Posição  | Tempo   | Posição  | Posição Geral |
| ----------------------------------------------------------- | ---------- | ------------- | ------------- | ------------ | ------------ | -------- | -------- | ------- | -------- | ------------- |
| Hélder Silva                                                | C-1 200 m  | 40.578        | 3° lugar Q    | 41.162       | 5° lugar     |          |          | 40.388  | 5° lugar | 13º lugar     |
| Fernando Pimenta                                            | K-1 1000 m | 3:33.140      | 1° lugar Q    | 3:33.420     | 2° lugar Q   | 3:35.349 | 5° lugar |         |          |               |
| Emanuel Silva João Ribeiro                                  | K-2 1000 m | 3:26.384      | 4° lugar Q    | 3:18.099     | 1° lugar Q   | 3:12.889 | 4° lugar |         |          |               |
| David Fernandes Fernando Pimenta João Ribeiro Emanuel Silva | K-4 1000 m | 3:01.498      | 4° lugar Q    | 2:58.233     | 2° lugar Q   | 3:07.487 | 6° lugar |         |          |               |

| Atleta         | Prova     | Eliminatórias | Eliminatórias | Meias-Finais | Meias-Finais | Final   | Final   | Final    | Final     | Posição Geral |
| Atleta         | Prova     | Eliminatórias | Eliminatórias | Meias-Finais | Meias-Finais | Final A | Final A | Final B  | Final B   | Posição Geral |
| Atleta         | Prova     | Tempo         | Posição       | Tempo        | Posição      | Tempo   | Posição | Tempo    | Posição   | Posição Geral |
| -------------- | --------- | ------------- | ------------- | ------------ | ------------ | ------- | ------- | -------- | --------- | ------------- |
| Francisca Laia | K-1 200 m | 41.368        | 8° lugar Q    | 41.573       | 15° lugar    |         |         | 42.695   | 8° lugar  | 16º lugar     |
| Teresa Portela | K-1 500 m | 1:56.439      | 3° lugar Q    | 1:58.360     | 4° lugar     |         |         | 1:58.058 | 3.º lugar | 11º lugar     |

Legenda da final: Final A = Com medalha; Final B = Sem medalha

## Ciclismo

### Ciclismo de estrada
Os ciclistas portugueses qualificaram-se para um máximo de quatro lugares de cotas nas provas de ciclismo de estrada masculinas olímpica em virtude do seu top 15 no ranking nacional na final do Campeonato do Mundo de UCI 2015. A 4 de julho de 2016, a Federação Portuguesa de Ciclismo anunciou a seleção de ex-atletas olímpicos André Cardoso, Rui Costa e Nelson Oliveira, e o campeão nacional de ciclismo de estrada José Mendes, que iria participar nos seus primeiros Jogos.
| Atleta          | Prova                        | Tempo      | Posição   |
| --------------- | ---------------------------- | ---------- | --------- |
| Nelson Oliveira | Corrida de estrada masculino | DNF        | DNF       |
| Nelson Oliveira | Contrarrelógio               | 1:14:15.27 | 7° lugar  |
| Rui Costa       | Corrida de estrada masculino | 6:12:34    | 7° lugar  |
| André Cardoso   | Corrida de estrada masculino | 6:22:23    | 36° lugar |
| José Mendes     | Corrida de estrada masculino | 6:30:05    | 52° lugar |

### Ciclismo de montanha (BTT)
Foram dois os ciclistas portugueses de ciclismo de montanha qualificados para a prova de cross-country nos Jogos, isto foi resultado do novo lugar da seleção no Lista de Ranking Olímpica da UCI de 25 de maio de 2016. A 9 de junho de 2016, a Federação Portuguesa de Ciclismo anunciou a seleção de Tiago Ferreira e David Rosa para representar Portugal.
| Atleta         | Prova                       | Tempo | Posição   |
| -------------- | --------------------------- | ----- | --------- |
| Tiago Ferreira | Cross-country VTT masculino | DNF   | 39° lugar |
| David Rosa     | Cross-country VTT masculino | DNF   | 44° lugar |

## Futebol
A equipa olímpica de futebol de Portugal ganhou o seu lugar nos Jogos durante o Campeonato Europeu de Futebol Sub-21 de 2015.
| #            | Nome               | Clube                | Idade | Jogadores | Golos | Penalizado com cartão amarelo | Penalizado · Penalizado · Expulso | Expulso |
| ------------ | ------------------ | -------------------- | ----- | --------- | ----- | ----------------------------- | --------------------------------- | ------- |
|              | Rui Jorge          |                      |       |           |       |                               |                                   |         |
| Guarda redes |                    |                      |       |           |       |                               |                                   |         |
| 1            | Bruno Varela       | Vitória Setúbal      | 21    | 4         | 0     | 0                             | 0                                 | 0       |
| 12           | Joel Pereira       | Manchester United FC | 20    | 0         | 0     | 0                             | 0                                 | 0       |
| -            | João Virginia      | -                    | 16    | 0         | 0     | 0                             | 0                                 | 0       |
| Defesas      |                    |                      |       |           |       |                               |                                   |         |
| 2            | Ricardo Esgaio (c) | Sporting CP          | 23    | 4         | 0     | 1                             | 0                                 | 0       |
| 3            | Tiago Ilori        | Liverpool FC         | 23    | 2         | 0     | 0                             | 0                                 | 0       |
| 4            | Tobias Figueiredo  | CD Nacional          | 22    | 3         | 1     | 2                             | 0                                 | 0       |
| 5            | Edgar Ié           | Villarreal CF        | 22    | 4         | 0     | 0                             | 0                                 | 0       |
| 14           | Paulo Henrique     | FC Paços Ferreira    | 19    | 1         | 0     | 0                             | 0                                 | 0       |
| 15           | Fernando Fonseca   | FC Porto             | 19    | 4         | 0     | 0                             | 0                                 | 0       |
| -            | Frederico Venâncio | Vitória Setúbal      | 23    | 0         | 0     | 0                             | 0                                 | 0       |
| Médios       |                    |                      |       |           |       |                               |                                   |         |
| 6            | Tomás Podstawski   | FC Porto             | 21    | 4         | 0     | 0                             | 0                                 | 0       |
| 7            | André Martins      | Olympiakos           | 26    | 4         | 0     | 0                             | 0                                 | 0       |
| 8            | Sérgio Oliveira    | FC Porto             | 24    | 3         | 0     | 2                             | 0                                 | 0       |
| 10           | Bruno Fernandes    | Sampdoria            | 21    | 3         | 0     | 0                             | 0                                 | 0       |
| 13           | Pité               | CD Tondela           | 21    | 3         | 1     | 0                             | 0                                 | 0       |
| 16           | Francisco Ramos    | GD Chaves            | 21    | 2         | 0     | 1                             | 0                                 | 0       |
| 18           | Tiago Silva        | CD Feirense          | 23    | 2         | 0     | 0                             | 0                                 | 0       |
| -            | Leandro Silva      | FC Porto             | 22    | 0         | 0     | 0                             | 0                                 | 0       |
| Avançados    |                    |                      |       |           |       |                               |                                   |         |
| 9            | Gonçalo Paciência  | FC Porto             | 22    | 3         | 3     | 0                             | 0                                 | 0       |
| 11           | Salvador Agra      | CD Nacional          | 24    | 4         | 0     | 0                             | 0                                 | 0       |
| 17           | Carlos Mané        | Sporting CP          | 22    | 3         | 0     | 0                             | 0                                 | 0       |
| -            | Ivo Rodrigues      | Vitória Guimarães    | 21    | 0         | 0     | 0                             | 0                                 | 0       |

Reservas : são os jogadores não numerados.
Os resultados do Grupo D de Portugal são:

### Fase de grupos
|  | Equipas classificadas |
|  | Equipas eliminadas    |

| Pos. | Seleção   | Pts | J | V | E | D | GP | GC | SG |
| ---- | --------- | --- | - | - | - | - | -- | -- | -- |
| 1    | Portugal  | 7   | 3 | 2 | 1 | 0 | 5  | 2  | +3 |
| 2    | Hungria   | 4   | 3 | 1 | 1 | 1 | 5  | 5  | 0  |
| 3    | Argentina | 4   | 3 | 1 | 1 | 1 | 3  | 4  | –1 |
| 4    | Argélia   | 1   | 3 | 0 | 1 | 2 | 4  | 6  | –2 |

| 4 de agosto | Portugal                         | 2 – 0 | Argentina | Estádio Nilton Santos, Rio De Janeiro |
| 17:00       | Gonçalo Paciência 66' · Pité 84' |       |           | Árbitro: Walter Lopez                 |

| 7 de agosto | Honduras        | 1 – 2 | Portugal                                      | Estádio Nilton Santos, Rio De Janeiro |
| 17:00       | Alberth Elis 1' |       | Tobias Figueiredo 21' · Gonçalo Paciência 36' |                                       |

| 10 de agosto | Argélia                | 1 – 1 | Portugal                    | Mineirão, Belo Horizonte |
| 17:00        | Mohammed Benkablia 30' |       | Gonçalo Paciência 25' (pen) |                          |

### Quartos de final

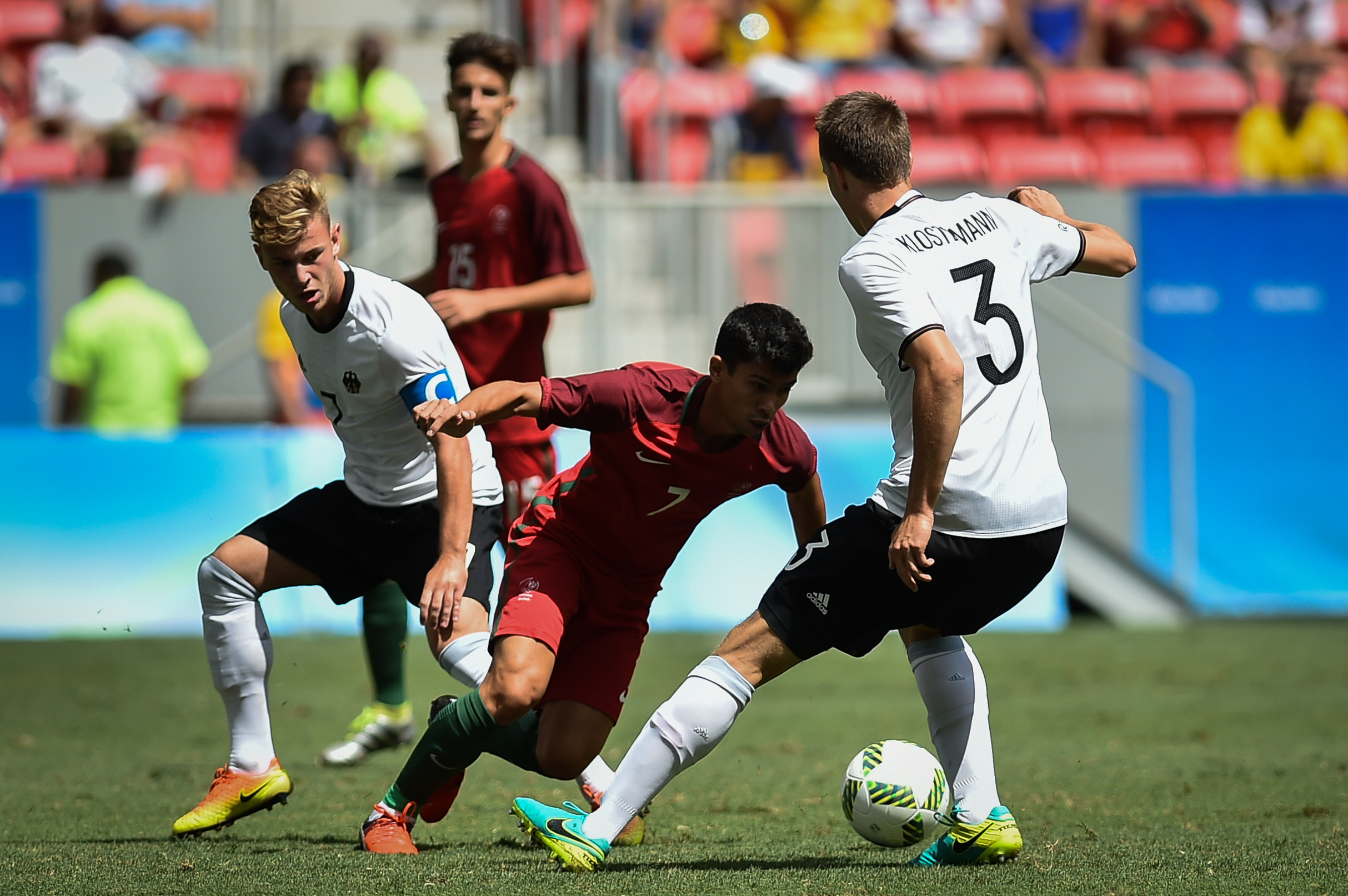
Portugal - Alemanha

| 13 de agosto | Portugal | 0 – 4 | Alemanha                                                                   | Estádio Mané Garrincha, Brasília |
| 17:00        |          |       | Serge Gnabry 46' · Matthias Ginter 57' · Davie Selke 75' · Philipp Max 87' | Árbitro: Walter Lopez            |

## Ginástica

### Artística
Portugal qualificou dois ginastas artísticos para a prova olímpica. Gustavo Simões e Ana Filipa Martins reivindicaram os seus pontos Olímpicos, respectivamente, na prova de homens e mulheres e individuais all-around na competição Teste Olímpico no Rio de Janeiro. A 22 de julho, no entanto, a Federação Portuguesa anunciou que Simões falharia a sua participação de estreia olímpica no Rio de Janeiro devido a uma lesão no pé numa prova de preparação.
| Atleta             | Prova      | Eliminatórias    | Eliminatórias   | Eliminatórias       | Eliminatórias    | Eliminatórias | Eliminatórias | Final             | Final             | Final               | Final             | Final             | Final             |
| Atleta             | Prova      | Aparelho         | Aparelho        | Aparelho            | Aparelho         | Total         | Posição       | Aparelho          | Aparelho          | Aparelho            | Aparelho          | Total             | Posição           |
| Atleta             | Prova      | Solo             | Salto de cavalo | Barras assimétricas | Barra            | Total         | Posição       | Solo              | Salto de cavalo   | Barras assimétricas | Barra             | Total             | Posição           |
| ------------------ | ---------- | ---------------- | --------------- | ------------------- | ---------------- | ------------- | ------------- | ----------------- | ----------------- | ------------------- | ----------------- | ----------------- | ----------------- |
| Ana Filipa Martins | Individual | 13.433 43° lugar | 13.833 ?°       | 13.666 54° lugar    | 13.833 32° lugar | 54.298        | 37° lugar     | Não se qualificou | Não se qualificou | Não se qualificou   | Não se qualificou | Não se qualificou | Não se qualificou |

### Trampolim
Portugal qualificou dois ginastas de trampolim para a prova olímpica. Diogo Abreu e duas vezes olímpico Ana Rente reivindicado seus pontos Olímpicos, respectivamente, nas provas dos homens e das mulheres na prova-teste das Olimpíadas no Rio de Janeiro.
| Atleta      | Prova     | Eliminatórias | Eliminatórias | Final             | Final             |
| Atleta      | Prova     | Pontuação     | Posição       | Pontuação         | Posição           |
| ----------- | --------- | ------------- | ------------- | ----------------- | ----------------- |
| Diogo Abreu | Masculino | 55.855        | 16° lugar (E) | Não se qualificou | Não se qualificou |

| Atleta    | Prova    | Eliminatórias | Eliminatórias | Final             | Final             |
| Atleta    | Prova    | Pontuação     | Posição       | Pontuação         | Posição           |
| --------- | -------- | ------------- | ------------- | ----------------- | ----------------- |
| Ana Rente | Feminino | 97.885        | 11° lugar (E) | Não se qualificou | Não se qualificou |

## Golfe
Portugal qualificou dois jogadores para o torneio olímpico. Ricardo Gouveia (125° mundial) e José-Filipe Lima (n°392 mundial) qualificaram-se diretamente entre o top 60 de jogadores para para a prova masculina com base no Ranking Mundial IGF a 11 de julho de 2016.
| Atleta               | Dias      | Dias      | Dias      | Dias      | Dias      | Dias      | Dias      | Dias      | Total     | Total     |
| Atleta               | Dia 1     | Dia 1     | Dia 2     | Dia 2     | Dia 3     | Dia 3     | Dia 4     | Dia 4     | Total     | Total     |
| Atleta               | Pontuação | Posição   | Pontuação | Posição   | Pontuação | Posição   | Pontuação | Posição   | Pontuação | Posição   |
| -------------------- | --------- | --------- | --------- | --------- | --------- | --------- | --------- | --------- | --------- | --------- |
| José-Filipe Lima     | 71 (-1)   | 17° lugar | 70 (-1)   | 22° lugar | 77 (+6)   | 56° lugar | 71 (0)    | 39° lugar | 288 (+4)  | 48° lugar |
| Ricardo Melo Gouveia | 73 (+2)   | 42° lugar | 68 (-3)   | 8° lugar  | 76 (+5)   | 53° lugar | 80 (+9)   | 59° lugar | 297 (+13) | 59° lugar |

## Hipismo

### Salto de obstáculos
Portugal qualificou um atleta para a prova de salto de obstáculos nos Jogos em virtude de um acabamento no top nacional no Ranking Olímpicos da FEI.
| Atleta        | Cavalo         | Prova      | Eliminatórias | Eliminatórias | Eliminatórias | Eliminatórias | Eliminatórias | Eliminatórias | Eliminatórias | Eliminatórias | Final       | Final       | Final       | Final    | Total       | Total    |
| Atleta        | Cavalo         | Prova      | Volta 1       | Volta 1       | Volta 2       | Volta 2       | Volta 2       | Volta 3       | Volta 3       | Volta 3       | Volta A     | Volta A     | Volta B     | Volta B  | Total       | Total    |
| Atleta        | Cavalo         | Prova      | Penalidades   | Posição       | Penalidades   | Total         | Posição       | Penalidades   | Total         | Posição       | Penalidades | Posição     | Penalidades | Posição  | Penalidades | Posição  |
| ------------- | -------------- | ---------- | ------------- | ------------- | ------------- | ------------- | ------------- | ------------- | ------------- | ------------- | ----------- | ----------- | ----------- | -------- | ----------- | -------- |
| Luciana Diniz | Fit for fun 13 | Individual | 8             | 53° lugar Q   | 0             | 8             | 30° lugar Q   | 5             | 13            | 33° lugar Q   | 4           | 16° lugar Q | 0           | 9° lugar | 4           | 9° lugar |

## Judo
Portugal qualificou no total de seis judocas para cada uma das seguintes categorias de peso nos Jogos. Cinco deles (três homens e duas mulheres), com Telma Monteiro com a quarta participação nas Olimpíadas, foram classificados entre o top 22 dos judocas elegíveis para homens e top 14 para as mulheres na Lista de Ranking Mundial FIJ a 30 de Maio de 2016, enquanto Nuno Saraiva (73 kg) ganhou um lugar na quota continental da região da Europa, onde os judocas portuguesa mais bem classificados são qualificados diretamente.
| Atleta         | Prova           | Ronda dos 64          | Ronda dos 32         | Ronda dos 16         | Quartos de final     | Meias-Finais         | Repescagem 1         | Repescagem 2         | Final                | Posição           |
| Atleta         | Prova           | Adversário Resultado  | Adversário Resultado | Adversário Resultado | Adversário Resultado | Adversário Resultado | Adversário Resultado | Adversário Resultado | Adversário Resultado | Posição           |
| -------------- | --------------- | --------------------- | -------------------- | -------------------- | -------------------- | -------------------- | -------------------- | -------------------- | -------------------- | ----------------- |
| Sergiu Oleinic | Menos de 66 kg  | Zantaraya D 0s0 - 1s3 | Mateo D 0s0 - 1s3    | Não se qualificou    | Não se qualificou    | Não se qualificou    | Não se qualificou    | Não se qualificou    | Não se qualificou    | Não se qualificou |
| Nuno Saraiva   | Menos de 73 kg  | Ungvári D 11s1 - 0s0  | Não se qualificou    | Não se qualificou    | Não se qualificou    | Não se qualificou    | Não se qualificou    | Não se qualificou    | Não se qualificou    | Não se qualificou |
| Celio Dias     | Menos de 90 kg  |                       | Yovo D 100s1 - 1s1   | Não se qualificou    | Não se qualificou    | Não se qualificou    | Não se qualificou    | Não se qualificou    | Não se qualificou    | Não se qualificou |
| Jorge Fonseca  | Menos de 100 kg | Bakhshi V 0 - 100     | Krpálek D 10 - 1s3   | Não se qualificou    | Não se qualificou    | Não se qualificou    | Não se qualificou    | Não se qualificou    | Não se qualificou    | Não se qualificou |

| Atleta         | Prova          | Ronda dos 64         | Ronda dos 32         | Ronda dos 16         | Quartos de final      | Meias-Finais         | Repescagem 1         | Repescagem 2          | Final                | Posição           |
| Atleta         | Prova          | Adversário Resultado | Adversário Resultado | Adversário Resultado | Adversário Resultado  | Adversário Resultado | Adversário Resultado | Adversário Resultado  | Adversário Resultado | Posição           |
| -------------- | -------------- | -------------------- | -------------------- | -------------------- | --------------------- | -------------------- | -------------------- | --------------------- | -------------------- | ----------------- |
| Joana Ramos    | Menos de 52 kg |                      | Gasongo V 102 - 0    | Ma D 100 - 0         | Não se qualificou     | Não se qualificou    | Não se qualificou    | Não se qualificou     | Não se qualificou    | Não se qualificou |
| Telma Monteiro | Menos de 57 kg |                      |                      | Manuel V 2s2 - 0s2   | Dorjsuren D 0s1 - 0s2 |                      | Pavia D 100s1 - 0    | Caprioriu D 1s3 - 0s2 |                      | Bronze            |

Legenda: V = Venceu; D= Derrotado(a)

## Natação
Os nadadores portugueses qualificaram-se aos Jogos em várias provas.
| Atleta         | Prova             | Eliminatórias | Eliminatórias | Meias-Finais      | Meias-Finais      | Final             | Final             |
| Atleta         | Prova             | Tempo         | Posição       | Tempo             | Posição           | Tempo             | Posição           |
| -------------- | ----------------- | ------------- | ------------- | ----------------- | ----------------- | ----------------- | ----------------- |
| Diogo Carvalho | 200 m individuais | 2:00.17       | 19° lugar     | Não se qualificou | Não se qualificou | Não se qualificou | Não se qualificou |
| Alexis Santos  | 200 m individuais | 1:59.67       | 12° lugar Q   | 2:00.08           | 12° lugar         | Não se qualificou | Não se qualificou |
| Alexis Santos  | 400 m individuais | 4:15.84       | 14° lugar     |                   |                   | Não se qualificou | Não se qualificou |

| Atleta              | Prova                | Eliminatórias | Eliminatórias | Meias-Finais      | Meias-Finais      | Final             | Final             |
| Atleta              | Prova                | Tempo         | Posição       | Tempo             | Posição           | Tempo             | Posição           |
| ------------------- | -------------------- | ------------- | ------------- | ----------------- | ----------------- | ----------------- | ----------------- |
| Tamila Holub        | 800 m estilos livres | 8:45.36       | 24° lugar     |                   |                   | Não se qualificou | Não se qualificou |
| Victoria Kaminskaya | 200 m individuais    | 2:16.78       | 35° lugar     | Não se qualificou | Não se qualificou | Não se qualificou | Não se qualificou |
| Victoria Kaminskaya | 400 m individuais    | 4:46.03       | 28° lugar     |                   |                   | Não se qualificou | Não se qualificou |
| Vânia Neves         | 10 km Águas Abertas  |               |               |                   |                   | 2:01:39.3         | 24° lugar         |

## Taekwondo
Portugal levou um atleta de taekwondo pela primeira vez aos Jogos em 2008. Em 2016 levou Rui Bragança, campeão Europeu em 2015.
| Atleta       | Prova            | Ronda dos 16         | Quartos de final     | Meias-Finais         | Repescagem           | Final                | Posição  |
| Atleta       | Prova            | Adversário Resultado | Adversário Resultado | Adversário Resultado | Adversário Resultado | Adversário Resultado | Posição  |
| ------------ | ---------------- | -------------------- | -------------------- | -------------------- | -------------------- | -------------------- | -------- |
| Rui Bragança | −58 kg masculino | Muñoz V 14–3 (PTG)   | Pie D 4–1            |                      | Não se qualificou    | Não se qualificou    | 9° lugar |

Legenda: V = Venceu; D= Derrotado(a)

## Ténis
Portugal levou 2 tenistas aos Jogos, João Sousa (n°30 mundial) qualificou-se diretamente para os individuais masculinos e Gastão Elias (n°88 mundial).
| Atleta                  | Prova                | Ronda dos 64                    | Ronda dos 32                | Ronda dos 16                 | Quartos de final     | Meias-Finais         | Final / MB           | Final / MB        |
| Atleta                  | Prova                | Adversário Resultado            | Adversário Resultado        | Adversário Resultado         | Adversário Resultado | Adversário Resultado | Adversário Resultado | Posição           |
| ----------------------- | -------------------- | ------------------------------- | --------------------------- | ---------------------------- | -------------------- | -------------------- | -------------------- | ----------------- |
| Gastão Elias            | Individual masculino | Kokkinakis V 7–6(7–4), 7–6(7–3) | Johnson D 3–6, 4–6          | Não se qualificou            | Não se qualificou    | Não se qualificou    | Não se qualificou    | Não se qualificou |
| João Sousa              | Individual masculino | Haase V 6–1, 7–5                | del Potro D 3–6, 6–1, 3–6   | Não se qualificou            | Não se qualificou    | Não se qualificou    | Não se qualificou    | Não se qualificou |
| Gastão Elias João Sousa | Pares masculino      |                                 | Martin / Zelenay D 6–4, 6–2 | Nestor / Pospisil D 1–6, 4–6 | Não se qualificou    | Não se qualificou    | Não se qualificou    | Não se qualificou |

Legenda: V = Venceu; D= Derrotado(a)

## Ténis de mesa
Portugal qualificou três atletas para a prova de ténis de mesa nos Jogos.
| Atleta                                      | Prova                   | Preliminares         | Ronda 1              | Ronda 2              | Ronda 3              | Ronda dos 16         | Quartos de final     | Meias-Finais         | Final / MB           | Final / MB        |
| Atleta                                      | Prova                   | Adversário Resultado | Adversário Resultado | Adversário Resultado | Adversário Resultado | Adversário Resultado | Adversário Resultado | Adversário Resultado | Adversário Resultado | Posição           |
| ------------------------------------------- | ----------------------- | -------------------- | -------------------- | -------------------- | -------------------- | -------------------- | -------------------- | -------------------- | -------------------- | ----------------- |
| Tiago Apolónia                              | Individual masculino dn |                      | Tokić D 1–4          | Não se qualificou    | Não se qualificou    | Não se qualificou    | Não se qualificou    | Não se qualificou    | Não se qualificou    | Não se qualificou |
| Marcos Freitas                              | Individual masculino dn |                      | Ionescu V 4–1        | Kou V 4–0            | Mizutani D 2–4       | Não se qualificou    | Não se qualificou    | Não se qualificou    | Não se qualificou    | Não se qualificou |
| Tiago Apolónia Marcos Freitas João Monteiro | Equipa masculina        |                      |                      |                      |                      | D 1–3                | Não se qualificou    | Não se qualificou    | Não se qualificou    | Não se qualificou |

| Atleta     | Prova               | Preliminares         | Ronda 1              | Ronda 2              | Ronda 3              | Ronda dos 16         | Quartos de final     | Meias-Finais         | Final / MB           | Final / MB        |
| Atleta     | Prova               | Adversário Resultado | Adversário Resultado | Adversário Resultado | Adversário Resultado | Adversário Resultado | Adversário Resultado | Adversário Resultado | Adversário Resultado | Posição           |
| ---------- | ------------------- | -------------------- | -------------------- | -------------------- | -------------------- | -------------------- | -------------------- | -------------------- | -------------------- | ----------------- |
| Shao Jieni | Individual feminino |                      |                      | Zhang D 0–4          | Não se qualificou    | Não se qualificou    | Não se qualificou    | Não se qualificou    | Não se qualificou    | Não se qualificou |
| Yu Fu      | Individual feminino |                      |                      | Komwong D 3–4        | Não se qualificou    | Não se qualificou    | Não se qualificou    | Não se qualificou    | Não se qualificou    | Não se qualificou |

Legenda: V = Venceu; D= Derrotado(a)

## Tiro
Portugal qualificou-se para os Jogos quando obteve o melhor resultado no Campeonato do Mundo de Tiro da ISSF 2015, levando assim João Costa às Olimpíadas de 2016.
| Atleta     | Prova                   | Eliminatórias | Eliminatórias | Final             | Final             |
| Atleta     | Prova                   | Pontuação     | Posição       | Pontuação         | Posição           |
| ---------- | ----------------------- | ------------- | ------------- | ----------------- | ----------------- |
| João Costa | 10 metros pistola de ar | 578           | 11° lugar     | Não se qualificou | Não se qualificou |
| João Costa | 50 metros pistola       | 554           | 11° lugar     | Não se qualificou | Não se qualificou |

Legenda de qualificação: Q = Qualificação para a próxima etapa; q = Qualificação para a medalha de bronze (espingarda)

## Triatlo
Portugal qualificou no total, 3 atletas para os Jogos. Miguel Arraiolos, João José Pereira, e João Pedro Silva.
| Atleta            | Prova     | Natação (1.5 km) | Transição 1 | Ciclismo (40 km) | Transição 2 | Corrida (10 km) | Total   | Posição   |
| Atleta            | Prova     | Tempo            | Tempo       | Tempo            | Tempo       | Tempo           | Tempo   | Tempo     |
| ----------------- | --------- | ---------------- | ----------- | ---------------- | ----------- | --------------- | ------- | --------- |
| Miguel Arraiolos  | Masculino | 18:44            | 0:50        | 59:04            | 0:35        | 34:57           | 1:53:35 | 44° lugar |
| João José Pereira | Masculino | 18:03            | 0:46        | 55:52            | 0:33        | 30:38           | 1:45:52 | 5° lugar  |
| João Pedro Silva  | Masculino | 18:08            | 0:49        | 56:22            | 0:39        | 35:35           | 1:51:33 | 35° lugar |

## Vela
Os velejadores portugueses qualificaram um barco em cada uma das seguintes classes através dos Campeonatos do Mundo de Vela ISAF 2014. A 17 de dezembro de 2015, os três navegadores portugueses foram nomeados para a equipa olímpica de 2016, incluindo João Rodrigues com 7 participações nos Jogos Olímpicos em windsurf masculino. Enquanto isso, o navegador Gustavo Lima (Laser), confirmou a sua quinta aparição olímpica, e Sara Carmo (Laser radial) qualificou-se na prova Princess Sofia Trophy Regatta e assim poder completar a seleção da equipa de vela.
| Atleta                | Prova | Regata 1  | Regata 2  | Regata 3  | Regata 4  | Regata 5  | Regata 6  | Regata 7  | Regata 8  | Regata 9  | Regata 10 | Regata 11 | Regata 12 | Medal Race          | Total               | Posição             | Total     | Total     |
| Atleta                | Prova | Pontuação | Pontuação | Pontuação | Pontuação | Pontuação | Pontuação | Pontuação | Pontuação | Pontuação | Pontuação | Pontuação | Pontuação | Pontuação           | Total               | Posição             | Pontuação | Posição   |
| --------------------- | ----- | --------- | --------- | --------- | --------- | --------- | --------- | --------- | --------- | --------- | --------- | --------- | --------- | ------------------- | ------------------- | ------------------- | --------- | --------- |
| Gustavo Lima          | Laser | 15        | 15        | 20        | 25        | 15        | 8         | 11        | 28        | 38        | 33        |           |           | Não se qualificou   | Não se qualificou   | Não se qualificou   | 175       | 22° lugar |
| João Rodrigues        | RS:X  | 21        | 10        | 23        | 15        | 15        | 10        | 15        | 12        | 4         | 4         | 12        | 7         | Não se qualificou   | Não se qualificou   | Não se qualificou   | 148       | 11° lugar |
| Jorge Lima José Costa | 49er  | 4         | 4         | 18        | 6         | 16        | 21        | 12        | 19        | 4         | 8         | 19        | 12        | Não se qualificaram | Não se qualificaram | Não se qualificaram | 149       | 15° lugar |

| Atleta     | Prova        | Regata 1  | Regata 2  | Regata 3  | Regata 4  | Regata 5  | Regata 6  | Regata 7  | Regata 8  | Regata 9  | Regata 10 | Medal Race        | Total             | Posição           | Total     | Total     |
| Atleta     | Prova        | Pontuação | Pontuação | Pontuação | Pontuação | Pontuação | Pontuação | Pontuação | Pontuação | Pontuação | Pontuação | Pontuação         | Total             | Posição           | Pontuação | Posição   |
| ---------- | ------------ | --------- | --------- | --------- | --------- | --------- | --------- | --------- | --------- | --------- | --------- | ----------------- | ----------------- | ----------------- | --------- | --------- |
| Sara Carmo | Laser Radial | 34        | 31        | 21        | 25        | 18        | 13        | 29        | 29        | 26        | 9         | Não se qualificou | Não se qualificou | Não se qualificou | 235       | 27° lugar |

Legenda
| Recorde mundial      | Recorde mundial (World record)               |                       | Recorde africano                      | Recorde africano (African) |                                           | Q | Classificado por posição (Qualified) |
| Recorde olímpico     | Recorde olímpico (Olympic record)            | Recorde da América    | Recorde da América (Americas)         | q                          | Classificado por melhor tempo (Qualified) |   |                                      |
| Melhor marca do ano  | Melhor marca do ano (World leading)          | Recorde asiático      | Recorde asiático (Asian)              | DNS                        | Não largou (Did not start)                |   |                                      |
| Recorde nacional     | Recorde nacional (National record)           | Recorde europeu       | Recorde europeu (European)            | DNF                        | Não terminou (Did not finish)             |   |                                      |
| Recorde pessoal      | Recorde pessoal do atleta (Personal best)    | Recorde da Oceania    | Recorde da Oceania (Oceania)          | DSQ / DQ                   | Desclassificado (Disqualified)            |   |                                      |
| Recorde da temporada | Recorde da temporada do atleta (Season best) | Recorde sul-americano | Recorde sul-americano (South America) | NM                         | Sem marca (No mark)                       |   |                                      |

### Vela
| M   | Regata da Medalha da qual só participam os dez primeiros colocados das regatas anteriores  |  |  | CAN | Regata cancelada |
| BFD | Desclassificado por bandeira preta (Black Flag Disqualified)                               |  |  |     |                  |
| UFD | Desclassificado por bandeira "U" (U Flag Disqualified)                                     |  |  |     |                  |
| OCS | Largada queimada (On the Course Side of the starting line)                                 |  |  |     |                  |
| DNE | Desclassificação sem eliminação (infração a um item do regulamento da prova – Did Not End) |  |  |     |                  |